# Geislatsried
Geislatsried ist ein Gemeindeteil von Bidingen im schwäbischen Landkreis Ostallgäu in Bayern. Das Kirchdorf liegt circa zwei Kilometer südlich von Bidingen und ist über die Kreisstraße OAL 8 zu erreichen.

## Baudenkmäler
Siehe auch: Liste der Baudenkmäler in Geislatsried
- Katholische Filialkirche St. Magnus, erbaut um 1500